# Herongate and Ingrave
Herongate and Ingrave est une paroisse civile de l'Essex, en Angleterre.